# Barricadas (álbum)
Barricadas es el tercer álbum de estudio de la banda chilena Santiago del Nuevo Extremo, lanzado en 1985 bajo el Sello Alerce.
Este álbum posee un sonido más experimental que los dos anteriores, típicamente más folclóricos y acústicos. En este disco se entremezclan batería, saxofón, bajo eléctrico, charango y teclados. Además incluye la canción La mitad lejana, grabado en Alemania junto la agrupación chilena Inti-Illimani, con quienes compartieron escenario en varias ocasiones, y compuesta por José Seves y Horacio Salinas.

## Lista de canciones
| Barricadas |                                                       |                             |          |  |
| N.º        | Título                                                | Escritor(es)                | Duración |  |
| 1.         | «Barricadas»                                          |                             |          |  |
| 2.         | «Bella que tienes mi alma, no me abandones»           |                             |          |  |
| 3.         | «Quién dirá respuesta por estos días»                 |                             |          |  |
| 4.         | «Madre»                                               |                             |          |  |
| 5.         | «Adagilbo Noiccerid»                                  |                             |          |  |
| 6.         | «Para comprender lo que viene»                        |                             |          |  |
| 7.         | «La mitad lejana» (con Inti-Illimani)                 | José Seves, Horacio Salinas |          |  |
| 8.         | «Todo está decidido»                                  |                             |          |  |
| 9.         | «Mariposa»                                            |                             |          |  |
| 10.        | «De espalda por Recoleta con la conciencia tranquila» |                             |          |  |
| 11.        | «Himno para crecer»                                   |                             |          |  |